# Mistrzostwa NCAA Division I w Zapasach w 1988
Mistrzostwa NCAA Division I w zapasach rozgrywane były w Ames w dniach 17–19 marca 1988 roku. Zawody odbyły się w Hilton Coliseum, na terenie Uniwersytetu Stanu Iowa.

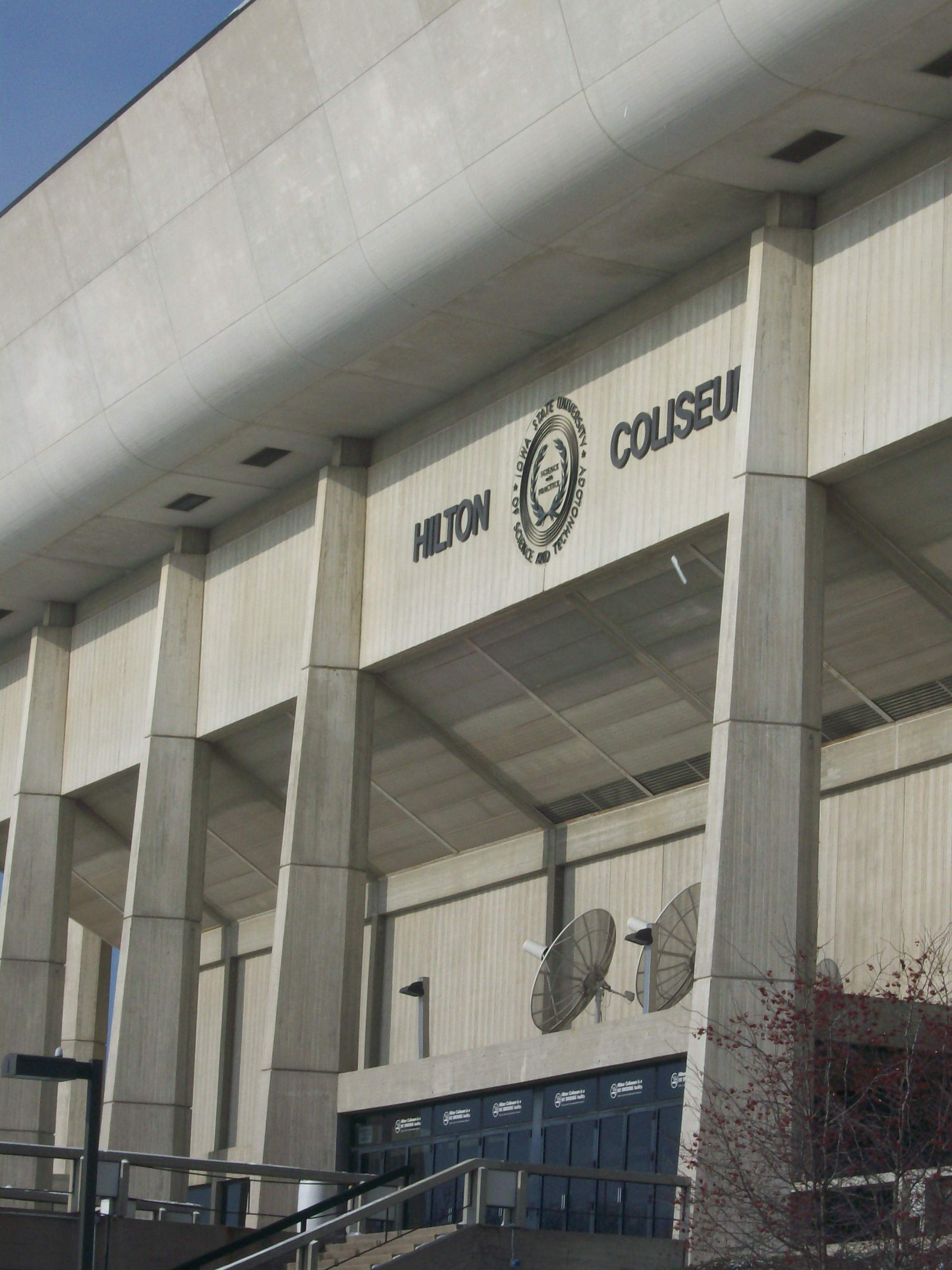
Hilton Coliseum

- Outstanding Wrestler – Scott Turner

## Wyniki

### Drużynowo
| Kolejność | Szkoła                              | Zespół         |
| --------- | ----------------------------------- | -------------- |
| 1.        | Arizona State University            | Sun Devils     |
| 2.        | University of Iowa                  | Hawkeyes       |
| 3.        | Iowa State University               | Cyclones       |
| 4.        | Oklahoma State University           | Cowboys        |
| 5.        | Pennsylvania State University       | Nittany Lions  |
| 6.        | University of Michigan              | Wolverines     |
| 7.        | Edinboro University of Pennsylvania | Fighting Scots |
| 8.        | University of Oklahoma              | Sooners        |

### All American

#### 118 lb
| Lp. | Zawodnik     | Szkoła           |
| --- | ------------ | ---------------- |
| 1.  | Jack Cuvo    | East Stroudsburg |
| 2.  | Keith Nix    | Minnesota        |
| 3.  | Ken Chertow  | Penn State       |
| 4.  | Craig Corbin | Lock Haven       |
| 5.  | Cory Baze    | Oklahoma State   |
| 6.  | Zeke Jones   | Arizona State    |
| 7.  | Gary McCall  | Iowa State       |
| 8.  | Greg Gascon  | New Mexico       |

#### 126 lb
| Lp. | Zawodnik       | Szkoła          |
| --- | -------------- | --------------- |
| 1.  | Jim Martin     | Penn State      |
| 2.  | Brad Penrith   | Iowa            |
| 3.  | Chip Park      | Arizona State   |
| 4.  | Craig Walters  | Wyoming         |
| 5.  | Steve Knight   | Iowa State      |
| 6.  | Kendall Cross  | Oklahoma State  |
| 7.  | Peter Gonzalez | Montclair State |
| 8.  | John Epperly   | Lehigh          |

#### 134 lb
| Lp. | Zawodnik      | Szkoła             |
| --- | ------------- | ------------------ |
| 1.  | John Smith    | Oklahoma State     |
| 2.  | Joe Melchiore | Iowa               |
| 3.  | John Fisher   | Michigan           |
| 4.  | Dan Willaman  | Edinboro           |
| 5.  | Joei Bales    | Northwestern       |
| 6.  | Jeff Gibbons  | Iowa State         |
| 7.  | T.J Sewell    | Oklahoma           |
| 8.  | Pat Dorn      | South Dakota State |

#### 142 lb
| Lp. | Zawodnik         | Szkoła          |
| --- | ---------------- | --------------- |
| 1.  | Pat Santoro      | Pittsburgh      |
| 2.  | Sean O’Day       | Edinboro        |
| 3.  | Karl Monaco      | Montclair State |
| 4.  | Thom Ortiz       | Arizona State   |
| 5.  | Larry Gotcher    | Michigan        |
| 6.  | Laurence Jackson | Oklahoma State  |
| 7.  | Kirk Azinger     | Illinois        |
| 8.  | Dave Zahoransky  | Cleveland State |

#### 150 lb
| Lp. | Zawodnik      | Szkoła               |
| --- | ------------- | -------------------- |
| 1.  | Scott Turner  | North Carolina State |
| 2.  | Tim Krieger   | Iowa State           |
| 3.  | Dave Morgan   | Bloomsburg           |
| 4.  | Jeff Jordan   | Wisconsin            |
| 5.  | Terry Kennedy | Edinboro             |
| 6.  | Wes White     | Oklahoma State       |
| 7.  | Junior Taylor | Oklahoma             |
| 8.  | Brian Dolph   | Indiana              |

#### 158 lb
| Lp. | Zawodnik       | Szkoła               |
| --- | -------------- | -------------------- |
| 1.  | Rob Koll       | North Carolina State |
| 2.  | Joe Pantaleo   | Michigan             |
| 3.  | Dan St. John   | Arizona State        |
| 4.  | John Heffernan | Iowa                 |
| 5.  | Chris Lembeck  | Northern Iowa        |
| 6.  | Andrew Skove   | Ohio State           |
| 7.  | Mike Carr      | West Virginia        |
| 8.  | Kenny Fischer  | Oklahoma             |

#### 167 lb
| Lp. | Zawodnik         | Szkoła                |
| --- | ---------------- | --------------------- |
| 1.  | Mike Van Arsdale | Iowa State            |
| 2.  | Mike Amine       | Michigan              |
| 3.  | Jim Gressley     | Arizona State         |
| 4.  | Eric Osborne     | California Poly-State |
| 5.  | Mike Farrell     | Oklahoma State        |
| 6.  | Dave Lee         | Wisconsin             |
| 7.  | Rod Sande        | Minnesota             |
| 8.  | Joe Decamillis   | Wyoming               |

#### 177 lb
| Lp. | Zawodnik      | Szkoła             |
| --- | ------------- | ------------------ |
| 1.  | Royce Alger   | Iowa               |
| 2.  | Dan Mayo      | Penn State         |
| 3.  | Brad Lloyd    | Lock Haven         |
| 4.  | Chris Barnes  | Oklahoma State     |
| 5.  | Chuck Kearney | Oregon             |
| 6.  | R.J. Nebe     | Nebraska Omaha     |
| 7.  | Pat Johannes  | North Dakota State |
| 8.  | Ron Gharbo    | Ohio State         |

#### 190 lb
| Lp. | Zawodnik         | Szkoła           |
| --- | ---------------- | ---------------- |
| 1.  | Mark Coleman     | Ohio State       |
| 2.  | Mike Davies      | Arizona State    |
| 3.  | Eric Voelker     | Iowa State       |
| 4.  | Kyle Richards    | Wisconsin        |
| 5.  | Andy Voit        | Penn State       |
| 6.  | Carlton Kinkade  | Central Michigan |
| 7.  | Junior Meek      | Oklahoma         |
| 8.  | Charlie Sherertz | Missouri         |

#### 275 lb
| Lp. | Zawodnik         | Szkoła                  |
| --- | ---------------- | ----------------------- |
| 1.  | Carlton Haselrig | Pittsburgh at Johnstown |
| 2.  | Dave Orndorff    | Oregon State            |
| 3.  | Mark Tatum       | Oklahoma                |
| 4.  | Joel Greenlee    | Northern Iowa           |
| 5.  | Rod Severn       | Arizona State           |
| 6.  | Mark Sindlinger  | Iowa                    |
| 7.  | Dean Hall        | Edinboro                |
| 8.  | Mike Lombardo    | North Carolina State    |